# Cantone di Sète-1
Il Cantone di Sète-1 era una divisione amministrativa dell'Arrondissement di Montpellier.
A seguito della riforma approvata con decreto del 26 febbraio 2014, che ha avuto attuazione dopo le elezioni dipartimentali del 2015, è stato soppresso.

## Composizione
Comprendeva parte del comune di Sète.